# إصلاح انتخابي في الولايات المتحدة
الإصلاح الانتخابي في الولايات المتحدة يشير إلى الجهود المبذولة لتغيير الانتخابات الأمريكية والنظام الانتخابي المُتبع في الولايات المتحدة.
يجري اختيار شخص واحد في معظم الانتخابات الأمريكية؛ فمن النادر وجود انتخابات تضم مرشحين متعددين يتم اختيارهم بناءً على التمثيل النسبي. يشكل مجلس النواب مثالًا نموذجيًا على ذلك، إذ يُنتخب أعضائه بأكثرية الأصوات في انتخابات فردية. يتم تحديد عدد أعضاء مجلس النواب بما يتناسب مع عدد سكان كل ولاية على وفق أحدث إحصاء سكاني. وعادة ما يُعاد رسم الحدود الانتخابية بعد كل إحصاء سكاني مماثل. كثيرًا ما تسفر عن هذه العملية حدود انتخابية «جيريمانديرية» مُصممة لزيادة وتأمين أغلبية أعضاء الحزب الحاكم، يتم ذلك عادةً بتقديم مقاعد مضمونة لأعضاء الحزب المعارض. وهذه واحدة من عدد من السمات المؤسسية  التي تزيد من فرصة شاغلي المناصب الذين يسعون إلى أن يتم انتخابهم مجددًا. ينطبق مبدأ الأكثرية أيضًا على انتخاب كل من الرئيس ومجلس الشيوخ. إلا أن هذه الانتخابات لا تتأثر بالجيريمانديرية (باستثناء السباقات الرئاسية في ولايتي مين ونيبراسكا، حيث تخصص الدائرة المؤتمرية جزءًا من الأصوات الانتخابية.
تضمنت مقترحات الإصلاح الانتخابي على إبطال قرار المحكمة العليا بشأن ستزن يونايتد في. إف إي سي، والتمويل المدني والعام للانتخابات، والقيود والشفافية في التمويل، ونظام جولة الإعادة المباشرة، وإلغاء المجمع الانتخابي أو إبطال أثره من خلال اتفاقية التصويت الشعبي الوطني المشترك بين الولايات، وتسهيل وصول الأطراف الثالثة إلى أوراق الاقتراع، وغيرها من المقترحات. يمنح الدستور الأمريكي الولايات حريةً كبيرة في تحديد كيفية سريان الانتخابات، على الرغم من أن بعض التفاصيل، مثل حظر ضرائب الاقتراع، تُحدد على المستوى الفيدرالي.

## تكلفة النظام الانتخابي الحالي
تتزايد تكلفة الانتخاب، خصوصًا في ما يتعلق بأي منصب وطني في الولايات المتحدة. إذ قدرت لجنة الانتخابات الفيدرالية إجمالي ما أنفقه «المرشحون، والأحزاب، ولجان العمل السياسي (بي أي سي)، ولجان العمل السياسي الكبيرة (سوبر بي أي سي)، والمنظمات غير الربحية الناشطة على الصعيد السياسي» بسبعة مليارات دولار في عام 2012. أفادت مجلة موذر جونز أن هذا المبلغ قد استُخدم «للتأثير على الاقتراع صعودًا ونزولًا»، مشيرةً كذلك إلى أن تكلفة الانتخابات ما فتئت تصعد. بلغت تكلفة انتخابات الكونغرس لعام 2010 نحو 4 مليارات دولار.
يبلغ متوسط الانفاق أقل بقليل من 3 مليارات دولار في السنة لدورة الانتخابات الرئاسية التي تستغرق أربع سنوات.
يُعد هذا المبلغ ضئيل نسبةً إلى ما يتلقاه كبار المساهمين في الحملات الانتخابية، من الرأسماليين المحاسيب (سواء زعموا أنهم «ليبراليون» أم «محافظون»، مقابل أموالهم. وجد معهد كاتو أن إجمالي رفاهية الشركات بلغ 100 مليار دولار في الميزانية الفيدرالية الأمريكية لعام 2012. ولا يشمل ذلك سوى الإعانات الحكومية المباشرة المحددة في البحث الذي أجراه معهد كاتو. إذ لا يشتمل على الاعفاءات الضريبية، والحواجز التجارية، وتشويه قانون حقوق النشر والتأليف بما يتجاوز «الوقت المحدد» والقيود الأخرى المذكورة في الدستور الأمريكي، وتشويهات أخرى لسياسات الدفاع الأمريكية والخارجية لصالح الشركات الكبرى والأشخاص ذوي المصالح المالية الكبيرة خارج الولايات المتحدة.
قدرت دراساتٌ أخرى عائدًا يتراوح بين 6 إلى 220 دولار مقابل كل دولار استثمرته الشركات الكبرى والأفراد ذوي الثراء الفاحش في الاستمالة والحملات السياسية.
يساهم معدل العائد هذا في زيادة تكلفة الانتخابات. ومن أجل الحصول على المال اللازم لحملاتهم الانتخابية القادمة، يكرس السياسيون من أصحاب المناصب جزءًا كبيرًا من وقتهم في طلب المال من كبار المانحين، الذي يتبرعون عادةً للمرشحين المنَافسين، وبالتالي فهم يشترون تذكرة العبور مع من يفوز.
تُقدر هذه المليارات الثلاثة التي تُنفق كل سنة بنحو 10 دولارات مقابل كل مواطن من مواطني الولايات المتحدة التي يبلغ عدد سكانها 316 مليون نسمة، و23 دولارًا لكل من صوّت في انتخابات عام 2012 والبالغ عددهم 130 شخصًا.

## مقترحات الإصلاح الانتخابي
يقسم جوش سيلفر في مقالة «علاج الفساد السياسي» الإصلاحات الانتخابية إلى تمويل الحملات، والاستمالة، وإدارة الانتخابات.
يمكن تنفيذ معظم الإصلاحات المقترحة، ولو جزئيًا، عن طريق التشريعات، وإن كان بعضها يتطلب تعديل الدستور الأمريكي. إذ تطلب الحكم الصادر عن المحكمة العليا بشأن قرار ستزن يونايتد في. إف إي سي وقرارات أخرى ذات صلة إجراء تعديلًا دستوريًا لضمان ديمومة التغيير، وقد تم اقتراح العديد منها. وعلى نفس الشاكلة، أعلِن عن عدم دستورية بعض الأنظمة المُقترحة بخصوص تمويل الحملات و/أو القيود المفروضة على المساهمات في الحملات؛ وقد يتطلب تنفيذ هذه التغييرات تعديلًا دستوريًا.
على الرغم مما ذُكر آنفًا، يمكن على ما يبدو تحقيق العديد من الاصلاحات الأخرى من دون تعديلٍ دستوري. وتشتمل هذه على أشكالٍ متنوعة من تمويل الحملات السياسية العام، ومتطلبات الإفصاح، وجولة الإعادة المباشرة. يتضمن قانون مكافحة الفساد الأمريكي (أي أي سي أي) مجموعةً من الإصلاحات التي تبدو متسقةً مع أحكام المحكمة العليا، التي وضعها الجمهوري تريفور بوتر، الذي شغل سابقًا منصب رئيس لجنة الانتخابات الفيدرالية الأمريكية في عهد الرئيس الديمقراطي بيل كلينتون. تروج منظمة بريزيدنت أص حاليًا للنسخ المحلية من قانون أي أي سي أي.

### إلغاء المجمع الانتخابي
تدور منذ فترةٍ طويلة مخاوف حول مشاكل متعلقة بطريقة المجمع الانتخابي في اختيار الرئيس ونائب الرئيس. فبموجب هذا النظام، يحصد الحزب الذي يفوز بالأكثرية في ولاية معينة كل الأصوات الانتخابية لتلك الولاية. (في ولايتي مين ونيبراسكا، ينطبق مبدأ الأكثرية على كل دائرة مؤتمرية.)
سمح نظام الاقتراع الحديث للحملات الرئاسية بتحديد أي الولايات هي «ولايات متأرجحة» (تُسمى أيضًا «ولايات ميدان المعركة») وأيها تشكل انتصارات شبه حاسمة سواء للمرشحين الجمهوريين أو الديمقراطيين. يزيد ذلك من فرص الحملات الانتخابية في الفوز عن طريق التركيز في المقام الأول على الولايات المتأرجحة. وهذا من شأنه أن يحرم الناخبين في الولايات الأخرى من التصويت إلى الحد الذي يجعل مخاوفهم تختلف عن أولئك الناخبين في الولايات المتأرجحة.   
يقتضي إلغاء المجمع الانتخابي رسميًا تعديل الدستور الأمريكي. ولكن بالإمكان تحقيق نفس الغرض إذا ما التزم جميع ممثلي المجمع الانتخابي عن الولايات التي تتمتع بأغلبية الأصوات الانتخابية بالتصويت للقائمة الرئاسية التي تحقق الأكثرية (أو الأغلبية بعد جولة الإعادة المباشرة): عندها سيتنافس المرشحون الرئاسيون على الأصوات في جميع الولايات الخمسين، وليس فقط أقل من دزينة من الولايات المتأرجحة.
هذه هي الفكرة من اتفاقية التصويت الشعبي الوطني المشترك بين الولايات. واعتبارًا من نوفمبر 2019. أبدت ست عشرة ولاية يبلغ مجموع أصواتها الانتخابية 196 صوتًا موافقتها على الاتفاقية. ولكي تصبح نافذة المفعول، لابد أن توافق عليها ولايات يصل مجموع أصواتها إلى 270 صوتًا، أي ما يزيد قليلًا عن نصف إجمالي الأصوات الانتخابية الحالية البالغ عددها 528.

## التصويت الإجباري
لا يُعد التصويت واجبًا على المواطنين في أي ولاية، فالانتخابات تُحسم على أيدي من يحضر ويُصوت. لذا يهدف السياسيون في رسائلهم إلى جذب مؤيديهم إلى صناديق الاقتراع، بدلًا من كسب الناخبين المترددين أو المواطنين غير المبالين. يُعتبر التصويت الإجباري أحد حلول هذه المشكلة.
أصبح التصويت الإجباري موضع انتقاد باعتباره «غير أمريكي بشكلٍ غامض» إلا أنه قد يكون في صالح الحزب الديمقراطي.